# Blinde (Segel)

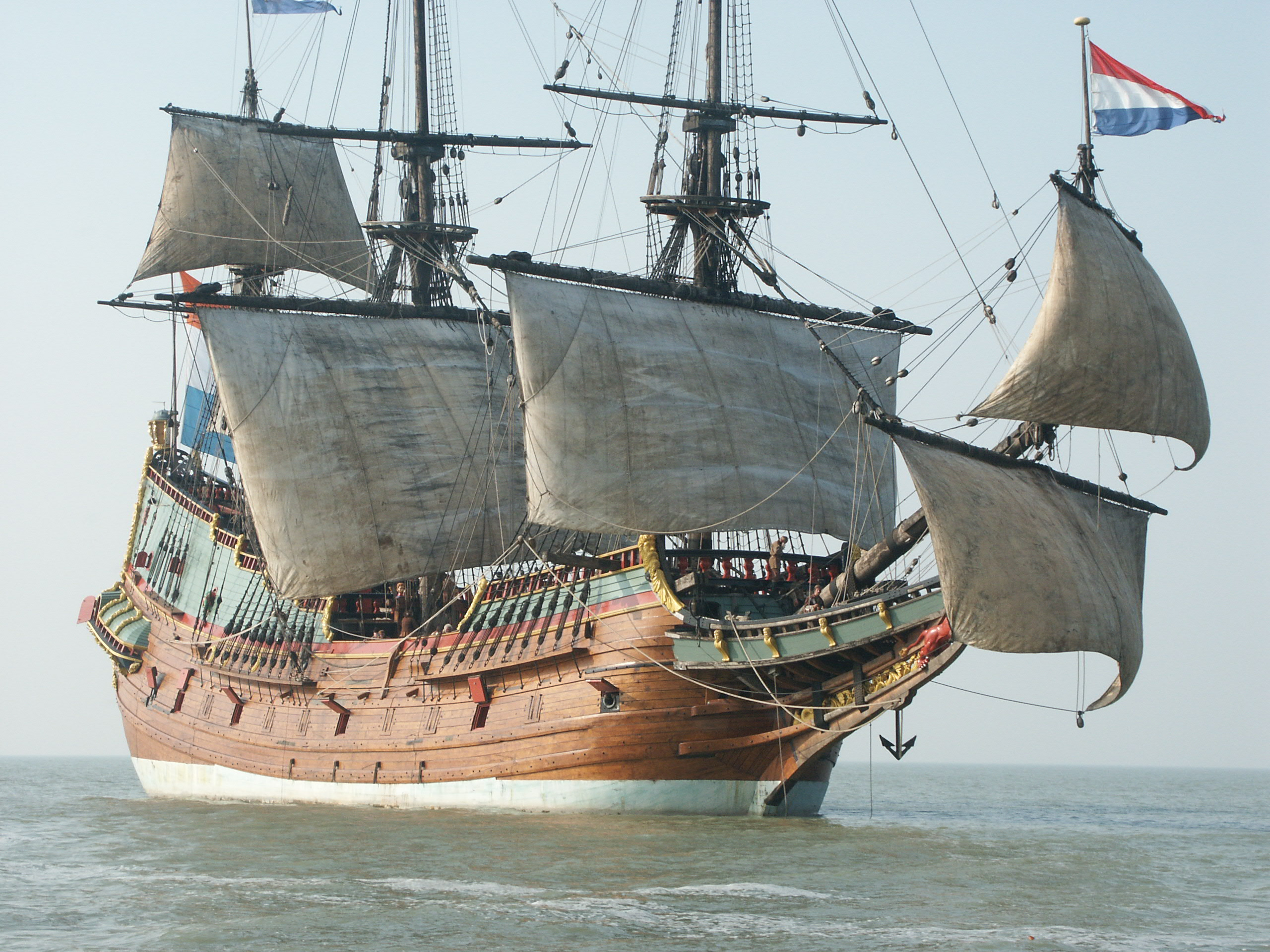
Die Blinde unter dem Bugspriet der Replik der Batavia. Oberhalb des Bugspriets, am aufgesetzten Sprietmast, befindet sich die Oberblinde.

Als Blinde wird ein Segel bezeichnet, das bei historischen rahgetakelten Segelschiffen Verwendung fand.
Dieses Segel wurde an der Blinderah unter dem Bugspriet angeschlagen. Die Verlängerung des Bugsprietes wird Klüverbaum genannt. Bei großen Schiffen des 17. Jahrhunderts wurde noch ein zweites, kleineres Blinde-Segel gefahren, die sogenannte Topblinde oder Oberblinde. Die Segel unter dem Bugspriet dienten dazu, den bei seitlichem Wind durch Abdrift schwierig zu steuernden Schiffen zusätzlichen Vortrieb zu geben. Dadurch verbesserte sich die Ruderwirkung und die Manövrierfähigkeit. Kam der Wind indes achterlich, war die Blinde beinahe nutzlos, ebenso bei starkem Seegang, wenn der Bug ins Wasser tauchte.
Nach 1810 wurden Blinderah und die Segel allmählich abgeschafft. Sicher gab es 1850 noch Schiffe mit einer Blinderah und den dazugehörenden Segeln, allerdings wurden ab diesem Zeitpunkt vorn fast nur noch Stagsegel geführt. Später wird die Blinderah und ihr Segel nur noch als altmodische Vorrichtung erwähnt.